# 허은정 (방송인)
허은정(許恩貞, 1976년~)은 대한민국 KBS의 아나운서이다. KBS 28기 공채 아나운서로, 2000년부터 2008년까지 KBS 아나운서로 활동하였다.

## 학력
- 이화여자대학교 교육학과 학사

## 경력
- 2000년~2008년: KBS 28기 공채 아나운서

## 방송 진행
- KBS 1TV KBS 뉴스광장
- KBS 2TV KBS 뉴스(08:40, 2002년~2003년)
- KBS 1라디오: 토요와이드